# Jukoveț, Horohiv
Jukoveț (în ucraineană Жуковець) este un sat în comuna Skirce din raionul Horohiv, regiunea Volînia, Ucraina.

## Demografie
Componența lingvistică a localității Jukoveț
     Ucraineană (100%)
Conform recensământului din 2001, toată populația localității Jukoveț era vorbitoare de ucraineană (100%).